# Boule parisienne
La boule parisienne (également nommée Parisienne ou jeu de berges) est un jeu de boules pratiqué dans la région de Paris en France.

## Matériel
La boule parisienne se pratique sur un long terrain, de 28 à 32 m de long sur 3,75 à 4 m de large (en comparaison, la pétanque fait usage d'un terrain de 6 à 10 m de long, la boule lyonnaise de 12 à 17 m). Sur sa plus grande longueur, les bords sont légèrement incurvés, de façon similaire à d'autres jeux comme la boule de fort ; ces bords sont appelés les « berges ». À chaque extrémité, le terrain s'étrécit pour former une sorte de trapèze, bordé par des planches en bois.
Chaque joueur, quelle que soit la taille de son équipe, utilise trois boules en bronze (ou alliage bronze-aluminium) de 9 à 10 cm de diamètre et pesant entre 950 et 1 150 g. Le cochonnet (ou « but ») est en acier et mesure entre 4,4 et 4,6 cm.

## Règles
Une partie de boule parisienne se joue entre deux équipes de un à quatre joueurs. Le but de chaque équipe est de placer ses boules le plus près possible du but. Les boules doivent impérativement être roulées, jamais lancées. Il est possible de faire rouler une boule directement, mais également indirectement en l'envoyant vers les bords du terrain : les bords incurvés de chaque côté font revenir les boules vers le centre.
Une manche, appelée « mène », débute par le lancer du but, qui doit s'arrêter dans une zone comprise entre le milieu et les deux-tiers du terrain. Les joueurs lancent leurs boules depuis le premier tiers du terrain ; une boule lancée doit impérativement s'arrêter à moins d'un mètre du but, sans quoi elle est définitivement retirée de la manche. À leur tour, les joueurs peuvent soit tenter de s'approcher du but (« pointage »), soit tenter de déplacer une boule ou le but (« tir »). Dans ce cas, l'objet visé doit être annoncé avant le tir.
Après le lancer du but, les équipes alternent tant qu'une boule n'est pas placée à moins d'un mètre de celui-ci. Ensuite, une équipe joue tant que l'équipe adverse possède l'avantage, c'est-à-dire qu'une de ses boules est située plus près du but que celles de son adversaire. Ce procédé se poursuit jusqu'à épuisement des boules.
À la fin de la partie, l'équipe qui possède l'avantage marque autant de points qu'elle possède de boules mieux placées. Après chaque mène, on inverse le sens de jeu sur le terrain. Une partie se joue en 15 points (21 points pour les phases finales des compétitions).

## Histoire
L'origine du jeu n'est pas connue, même s'il possède des caractéristiques similaires à d'autres jeux de boules (boule de fort, boule nantaise, etc.). Les archives de la fédération le datent d'au moins 1838. Cette dernière est créée en 1933 et compte jusqu'à 3 000 membres dans les années 1950.
La pratique du jeu de boules parisien est inscrit à l'inventaire du patrimoine culturel immatériel en France en 2016.
En 2017, la fédération ne compte plus qu'environ 160 membres. Les terrains se rencontrent dans de la banlieue sud-est et nord-ouest de Paris : Asnières-sur-Seine, Bois-Colombes, Charenton-le-Pont (dont un terrain dans le bois de Vincennes proche), Clichy, Milly-la-Forêt, Nogent-sur-Marne, Saint-Maur-des-Fossés, Saint-Maurice, Vincennes. On trouve également un terrain à Ouistreham, dans le Calvados.